# Guanahani

Islas Bahamas: marcadas con un círculo pueden verse las islas que han sido identificadas como Guanahani.

Guanahani, o según algunas fuentes Guanahaní, es el nombre de la primera isla en la que desembarcó Cristóbal Colón el viernes 12 de octubre de 1492, cuando llegó por primera vez a un territorio de la llamada posteriormente América.  La isla, que fue bautizada con el nombre de San Salvador, había sido descubierta la madrugada anterior y se encontraba habitada por el pueblo lucayo o taíno. Guanahani es sin duda una de las islas del archipiélago de las Antillas, más precisamente en las Bahamas. Sin embargo, la identificación exacta de la isla a la que llegó Colón es materia de debate.

## Datos históricos

### Carta de Colón
El 29 de abril de 1493 se publicó en Barcelona una carta de Colón al Escribano de Ración en la que se anunciaba el Descubrimiento. Se trata del primer documento impreso que menciona el nombre de Guanahani, pero sin aportar ningún dato sobre la isla:

A la primera isla que yo hallé puse nombre San Salvador a conmemoración de Su Alta Majestad, el cual maravillosamente todo esto ha dado; los Indios la llaman Guanahani; a la segunda puse nombre la isla de Santa María de Concepción; a la tercera Fernandina; a la cuarta la Isabela; a la quinta la isla Juana, y así a cada una nombre nuevo

### Mapa de Juan de la Cosa

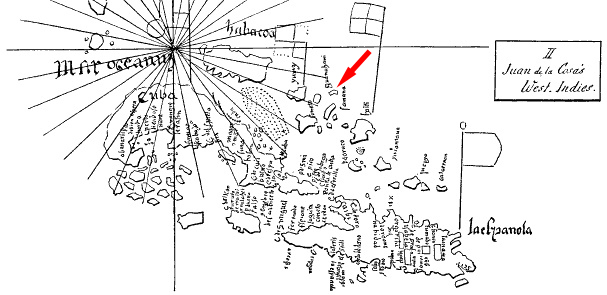
Reproducción esquemática del mapa de Juan de la Cosa en la que la isla de Guanahani aparece señalada con una flecha roja.

En el mapa de Juan de la Cosa, realizado hacia 1500, figura por vez primera el topónimo Guanahani. Aparece como una pequeña isla al noreste de Cuba, en el archipiélago que hoy se conoce como las Bahamas. Curiosamente, el mapa no menciona ningún hecho particular sobre la isla ni le da un tratamiento gráfico particular.

### Pedro Mártir
El italiano Pedro Mártir de Anglería, que ocupó puestos de responsabilidad en las cortes de los Reyes Católicos y sus sucesores, narró los viajes de Colón en una serie de epístolas escritas en latín y compiladas en la obra De Orbe Novo, cuya primera parte o «década» fue impresa en 1511. En el relato del Primer Viaje, Mártir afirma que Colón visitó «seis islas» pero no especifica cuál fue la primera avistada y solamente cita los nombres de Juana y la Española. Sin embargo, más adelante, al explicar el Segundo Viaje, Mártir menciona que «durante su primer viaje, el Almirante había tomado consigo a un nativo de Guanahani (una isla cerca de Cuba), al que había llamado Diego Colón y al que había criado junto a sus propios hijos».

### Juan Ponce de León
Según el cronista Antonio de Herrera, el conquistador Juan Ponce de León hizo escala en Guanahani el 14 de marzo de 1513, durante su viaje desde Puerto Rico hasta Florida. Herrera sitúa la isla en 25º40' de latitud norte.

### Fernández de Oviedo
Una de las primeras crónicas del Descubrimiento fue la que publicó Gonzalo Fernández de Oviedo en 1535. Aporta más información sobre Guanahani, situándola en el archipiélago de los Lucayos (las Bahamas):

... desde la nao capitana se vido la isla que los indios llaman Guanahani. (...) es una de las islas que dicen de los Lucayos (...). En aquella isla que he dicho de Guanahani ovo el almirante é los que con él yban vista de indios é gente desnuda, é allí le dieron noticia de la isla de Cuba. E como parescieron luego muchas isletas que están juntas y en torno de Guanahani, començaron los chripstianos á llamarlas Islas Blancas (porque assi lo son por la mucha arena), y el almirante les puso nombre las Princesas, porque fueron el prinçipio de la vista destas Indias. E arribó a ellas, en especial a la de Guanahani, y estuvo entrella y otra que se diçe Caycos; pero no tomó tierra en ninguna dellas, segund afirma Hernan Perez Matheos, piloto que hoy dia está en esta cibdad de Sancto Domingo, que diçe que se halló allí. Pero á otros muchos he oydo deçir quel almirante baxó en tierra en la isla de Guanahani é la llamó Sanct Salvador; y esto es lo mas çierto y lo que se debe creer dello. E de allí vino é Baracoa, puerto de la isla de Cuba de la vanda del norte...
 G. Fdez. de Oviedo, Historia general y natural de las Indias, islas y tierra-firme del mar Océano, caps. V y VI

### Cosmógrafos de la Casa de Contratación
El cosmógrafo sevillano Alonso de Santa Cruz describió y ubicó Guanahani de manera precisa en su libro Islario General, escrito en la primera mitad del siglo XVI y nunca impreso:

... vieron una isla al septentrión de la grande isla, que después se dijo Española y casi su adyacente, llamada por los indios Guanahani (...) es de hasta ocho leguas de largo y seis de ancho y cerca de sí a la parte de levante tiene tres islotes llamado el triángulo porque hacen tal forma (...) y entre Samana y Guanahani están dos isletas pequeñas con tres isleos sin nombre y todas estas que están como en torno de las que fueron dichas islas Blancas por la gente de Colón y por el las Princesas que se ven todas desde Guanahani por hasta once leguas al sudoeste de Guanima y de Xumeto;
Islario General..., transcrito por Mariano Cuesta 

Por la misma época, el piloto mayor de la Casa de Contratación de Sevilla, Alonso de Chaves, anotó la latitud de Guanahani (25ºN) y otros datos posicionales en su Espejo de navegantes, escrito hacia 1540:

Guanahaní ysla de los yucaios. Por la vanda del norte está en veinte e cinco grados 25 grados. Está al sudeste de Guanima, dista della catorze leguas 14 leguas. Está al nonoroeste de Maiaguana. Dista de ella veinte e siete leguas 27 leguas. Está al lesnordeste de Samaná; dista della ocho legas 8 leguas. Esta ysla tiene de luengo de norueste sueste ocho 8 leguas y de nordeste sudeste quatro 4 leguas. Tiene un puerto a la vanda del nordeste. Y delante del unos tres yslotes que se llaman el trángulo. Es limpia a la reonda. Y esta ysla se paresce con Samaná. Esta es la ysla que primero fue hallada quando se descubrieron estas Indias. Corren aquí las aguas al nornordeste.
Espejo de navegantes, transcrito por Mariano Cuesta 

### Hernando Colón
Hernando Colón, hijo natural de Cristóbal Colón, escribió una biografía de su padre en la que detalla cada uno de sus viajes. Esta obra fue escrita en los años 1530 pero no fue impresa hasta 1571, en Venecia. En ella se repite la lista de las islas descubiertas en el Primer Viaje:

... el viernes 19 de octubre pasaron a otra isla llamada Samoeto y a la que el Almirante dio el nombre de Isabela, para guardar un orden en sus denominaciones: a la primera, denominada por los indios Guanahani, la llamó San Salvador, para gloria de Dios que se la había manifestado y lo había salvado de muchos peligros; a la segunda, por la devoción que tenía la concepción de la Virgen, y porque su favor es el principal que tienen los cristianos, la llamó Santa María de la Concepción; a la tercera, llamada por los indios ¿?, la bautizó como Fernandina en honor del rey don Fernando; y a la cuarta como Isabela por respeto a su majestad la reina doña Isabel. A la siguiente que encontró, es decir, Cuba, la llamó Juana, en honor del príncipe don Juan, heredero de Castilla...
Hernando Colón, Historia del Almirante, cap.XXV (traducción de M. Carrera)

Hernando da algunos datos geográficos sobre Guanahani, mencionando una laguna, un gran puerto y una península:

... se trataba de una isla de quince leguas de longitud, llana y sin montañas, llena de árboles muy verdes y transparentes aguas y con una gran laguna en medio. Estaba poblada por mucha gente...
idem, cap.XXII

El domingo siguiente, 14 de octubre, el Almirante recorrió con las lanchas la costa de la isla en dirección noroeste, para ver lo que había alrededor de ella. En la zona visitada encontró una gran ensenada o puerto, suficiente para dar cabida a todos los barcos de la cristiandad.(...) Llegó por fin a una península que difícilmente se podría rodear por mar en tres días, habitable, y donde se podría construir un buen fuerte. Allí vio seis casas de los mismos indios, con unos jardines alrededor tan floridos como los que hay en Castilla en el mes de mayo.
idem, cap.XXIV

### Bartolomé de las Casas

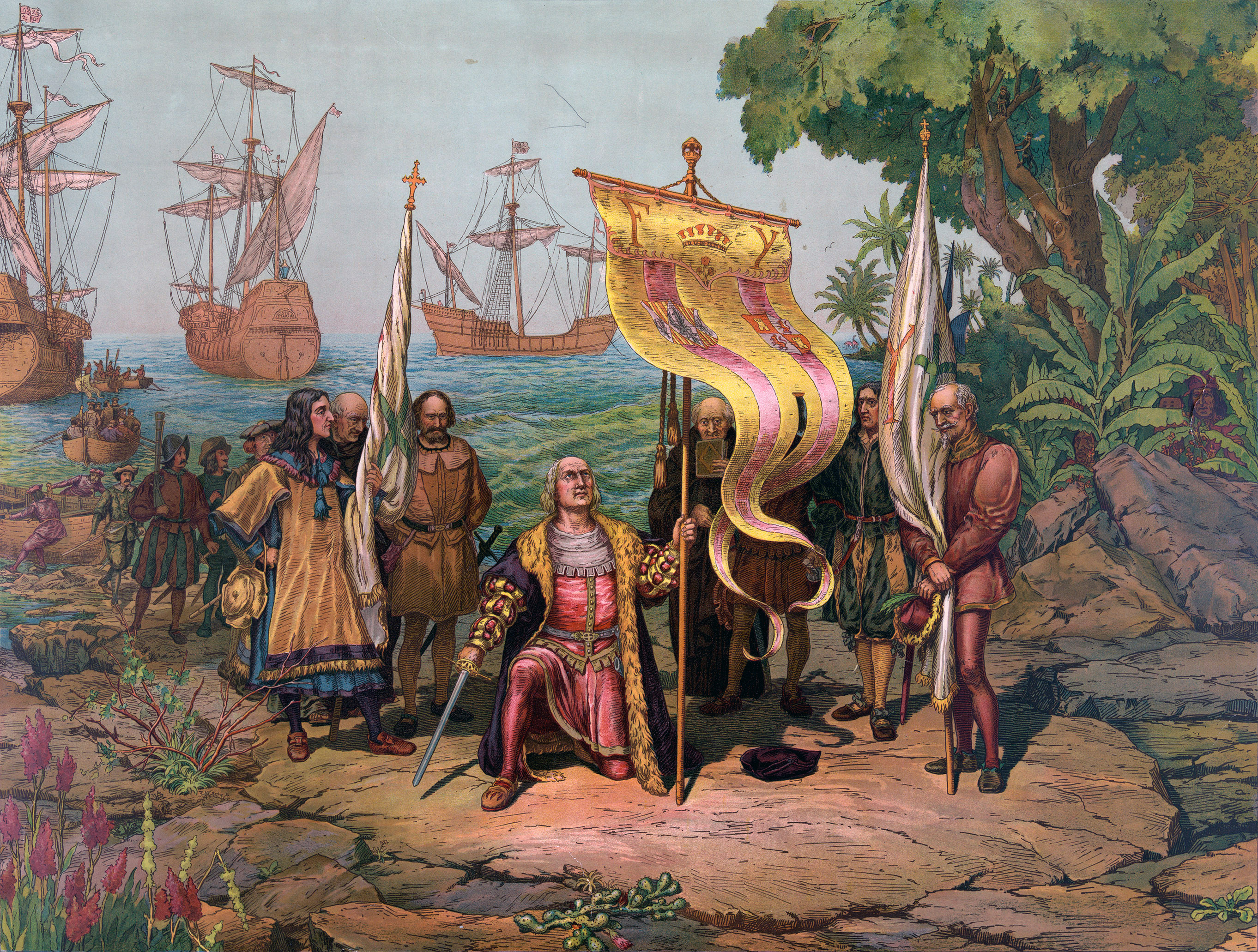
Representación del desembarco de Colón en Guanahani inspirada en el relato de Bartolomé de las Casas (1893).

La Historia de las Indias del fraile y obispo Bartolomé de las Casas es considerada la principal fuente de información sobre el Primer Viaje de Colón porque incluye, según el autor, transcripciones literales del cuaderno de bitácora del Almirante.  De las Casas afirma haber empezado a escribir su obra hacia 1527 pero solo la afrontó con fuerza en la segunda mitad de los años 1540, cuando obtuvo acceso a la biblioteca privada de Hernando Colón en Sevilla. La obra quedó en manuscrito y fue olvidada hasta su redescubrimiento en 1791. Los siguientes son extractos de ese documento.
El resumen del Diario de Colón cuenta del siguiente modo el momento de la llegada a Guanahani: 

Jueves 11 de octubre:... A las dos horas después de medianoche pareçió la tierra, de la qual estarían dos leguas. Amainaron todas las velas, y quedaron con el treo, que es la vela grande, sin bonetas, y pusiéronse a la corda, temporizando hasta el día viernes que llegaron a una isleta de los Lucayos, que se llamava en lengua de indios Guanahani. Luego vieron gente desnuda y el Almirante salió a tierra en la barca armada y Martín Alonso Pinçón y Viçente Anes, su hermano, que era capitán de la Niña. Sacó el Almirante la vandera real; y los capitanes con dos vanderas de la cruz verde que llevava el Almirante en todos los navíos por seña, con una F y una Y: encima de cada letra su corona, una de un cabo de la † y otra de otro. Puestos en tierra vieron árboles muy verdes, y aguas muchas y frutas de diversas maneras. El Almirante llamó a los dos capitanes y a los demás que saltaron en tierra, y a Rodrigo d'Escobedo, escrivano de toda el armada, y a Rodrigo Sánchez de Segovia, y dixo que le diesen por fe y testimonio como él por ante todos tomava, como de hecho tomó, possessión de la dicha isla por el Rey y por la Reina sus señores, haziendo las protestaciones que se requirían, como más largo se contiene en los testimonios que allí se hizieron por escripto. Luego se ayuntó allí mucha gente de la isla.

La isla estaba habitada por el pueblo lucayo o taíno. El texto arriba citado, es el primero en el que los europeos utilizan el término «indios» para denominar generalizadamente a los pobladores de América, palabra que deriva del error que cometieron al pensar que la isla Guanahani se encontraba en la zona oriental del continente asiático, que los europeos de entonces confundían con India. Los taínos habían organizado una sociedad agraria, relativamente avanzada, basada en el cultivo del maíz, la mandioca y el algodón, incluyendo otros importantes cultivos como el maní (cacahuete), la pimienta, la piña, la batata y el tabaco. El propio Colón relata en su diario que cultivaban calabazas y algodón y que poseían casas y «huertas de árboles».

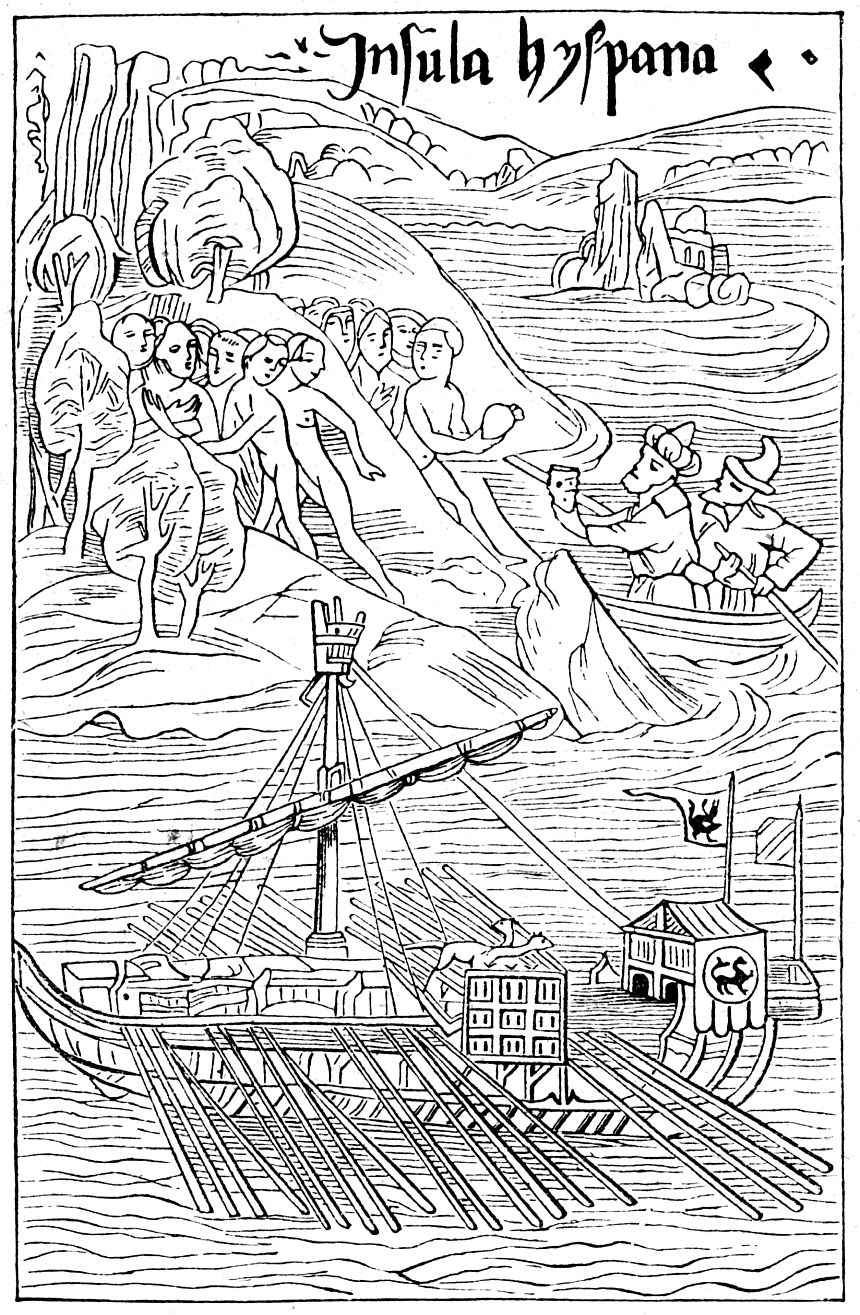
Colón desembarca en Guanahani.

Taínos y españoles intercambiaron productos pacíficamente, pero aquellos no tenían posesiones de oro, principal producto que buscaban los españoles. Al día siguiente el Diario comentaba:

Sábado 13 de octubre:... Y yo estava atento y trabajava de saber si avía oro. Y vide que algunos d'ellos traían un pedaçuelo colgado en un agujero que tienen a la nariz. Y por señas pude entender que yendo al sur o bolviendo la isla por el sur, que estava allí un rey que tenía grandes vasos d'ello, y tenía muy mucho.

Sin embargo, a pesar de la buena relación entre taínos y españoles, Colón ya pensaba en Guanahani en la posibilidad de esclavizarlos:

Domingo 14 de octubre:... Vuestras Altezas quando mandaren puédenlos todos llevar a Castilla o tenellos en la misma isla captivos, porque con çinqüenta hombres los terná(n) todos sojuzgados, y los hará(n) hazer todo lo que quisiere(n).

El resumen del Diario describe Guanahani del siguiente modo:

Sábado 13 de octubre:... Esta isla es bien grande y muy llana y de árboles muy verdes y muchas aguas y una laguna en medio muy grande, sin ninguna montaña, y toda ella verde, qu'es plazer de mirarla.

También da información sobre la posición de la isla, afirmando que su latitud es la misma que la de las Canarias:

Sábado 13 de octubre:... está lestegüeste con la isla del Fierro, en Canaria, so una línea.

Colón abandonó Guanahani el domingo 14 de octubre por la tarde: 

Domingo 14 de octubre:... Yo miré todo aquel puerto y después me bolví a la nao y di la vela, y vide tantas islas que yo no sabía determinarme a qcual iría primero. Y aquellos hombres que yo tenía tomado me dezían por señas que eran tantas y tantas que no avía número y anombraron por su nombre más de çiento. Por ende yo miré por la más grande, y aquella determiné andar, y así hago, y será lexos d'esta de Sant Salvador çinco leguas y las otras dellas más, dellas menos. Todas son muy llanas, sin montañas y muy fértiles y todas pobladas, y se hazen guerra la una a la otra...

### López de Gómara
En su Historia general de las Indias (1552), Francisco López de Gómara ubica también Guanahani en las Bahamas:

La tierra que primero vieron fue Guanahani, una de las islas Lucayos, que caen entre la Florida y Cuba, en la cual se tomó luego tierra, y la posesión de las Indias y Nuevo-Mundo, que Colón descubría por los Reyes de Castilla. De Guanabaní fueron a Barucoa, puerto de Cuba, donde tomaron ciertos indios; y tornando atrás a la isla de Haití, echaron áncoras en el puerto que llamó Colón Real.
F. López de Gómara, Historia general de las Indias, cap. XVI

## Candidatas
La localización exacta de la isla de Guanahani es sumamente compleja debido al hecho de que el libro de bitácora de Colón se ha perdido y la única evidencia disponible se encuentra en el resumen realizado por Bartolomé de las Casas.

Mapa de Bahamas.

- Cayo Samaná (Samana Cay). Cayo Samaná se encuentra en el centro este del grupo de las Bahamas. Fue propuesta como candidata por primera vez en 1882 por Gustavus V. Fox, capitán de la marina estadounidense.[13] La teoría de Fox fue muy poco conocida hasta que en 1986 Luis Marden y su esposa la matemática Ethel Cox Marden de la revista National Geographic realizaron detallados cálculos y repitieron el viaje de Colón desde las islas Canarias, para concluir que Guanahani era Cayo Samaná.[14][15] Actualmente esta hipótesis es sostenida por la National Geographic Society.[16]

- Cayos Franceses o Cayos Plana (Plana Cays o French Cays). Se encuentran el sur de Cayo Samaná y al oeste de la isla Mayaguana. La posibilidad de que Guanahani sea el cayo más occidental del grupo fue propuesta inicialmente por el almirante dominicano Ramón Julio Didiez Burgos[17] en 1974 y revisada por Keith A. Pickering en 1994.[18]

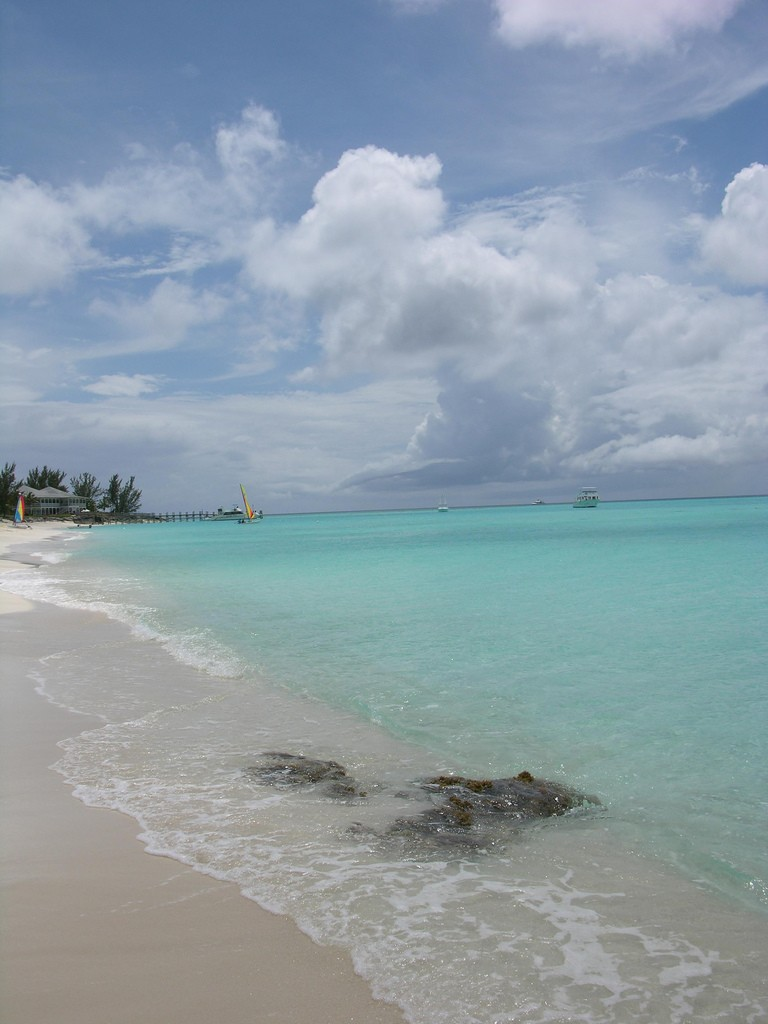
Bahamas. Una playa como esta pudo ser el lugar del desembarco de Colón el 12 de octubre de 1492.

- San Salvador. Se encuentra al nornoroeste de Cayo Samaná. Denominada isla Watling hasta 1925 cuando tomó su nombre actual. Juan Bautista Muñoz la propuso en 1793 como sitio probable de Guanahani.[19] Otros defensores de su candidatura son A. B. Becher (1856),[20] James Murdock (1884),[21] Richard Henry Major (1871), Antonio María Manrique (1890)[22] y Samuel Eliot Morison (1942).

- Isla Mayaguana. Ubicada al este y muy cerca del Cayo Samaná y los Cayos Franceses. Fue propuesta por el brasileño Francisco Varnhagen en 1825.
- La Isla Gran Turca (Grand Turk Island). Es la isla principal y sede del gobierno local del territorio británico de las Islas Turcas y Caicos. Se encuentra al sureste de la isla Mayaguana. Fue propuesta por Martín Fernández de Navarrete en 1824 y Robert Power en 1983. En 1992, Gregory McIntosh identificó la Gran Turca no con Guanahani sino con Babueca, una isla descubierta independientemente por Martín Alonso Pinzón entre noviembre y diciembre de 1492.[5]

- Isla Concepción (Conception Island). Fue propuesta por R. T. Gould en 1943.[23]
- Caicos del Este (East Caicos). Propuesta por Pieter Verhoog en 1947.[24] Pero es la única isla (entre las propuestas) que no tiene una laguna en su interior, lo cual no concuerda con las descripciones de Hernando Colón y Las Casas.
- Isla Gato (Cat Island). La isla Gato se encuentra inmediatamente al norte de El Salvador/Watlings y era ampliamente considerada como Guanahani hasta que en 1791 se redescubrió el resumen de la bitácora de Colón realizado por Bartolomé de Las Casas, que fue publicado en 1875-1876.[25] La descripción de Guanahani en el manuscrito de Las Casas no era compatible con la posibilidad de que se tratara de la isla Gato; en primer lugar porque la isla Gato (Cat) no tiene arrecife, que según Las Casas circundaba a Guanahani. Los defensores de esta hipótesis sostienen sus argumentos en antiguos mapas. Uno de los más importantes partidarios fue el explorador canadiense Alexander MacKenzie.
- Isla Huevo (Egg Island). Propuesta por Arne Molander en 1981.[26]
- Cayo Lignum Vitae (Lignum Vitae Cay), dentro de las islas Berry. Propuesto por John Winslow en 1989.[27]

## Pistas

### La ruta transatlántica
Una manera de intentar localizar Guanahani es seguir las distancias y direcciones que Las Casas anotó en su resumen del Primer Viaje de Colón. Según algunos investigadores, esos datos llevarían a un punto ubicado cinco millas náuticas al sur de la isla San Salvador/Watling. Pero si se toman en consideración las corrientes marinas y vientos, tal como hicieron Luis Marden y Ethel Cox Marden en 1986, la ruta terminaría en un punto justo al sudeste de Cayo Samaná. Y si se tomase en cuenta la declinación magnética (desviación de la brújula con respecto al norte geográfico), la ruta podría llevar a un punto en el sur de Cayos Plana y al este de la isla Acklins. Por otra parte pudo haber existido también deriva errática de las naves así como desarreglos de la brújula, lo que complicaría aún más la determinación precisa del lugar utilizando este método.

### La descripción de Guanahani
Bartolomé de las Casas describe la isla en su resumen del Diario del siguiente modo:

Sábado 13 de octubre:... Esta isla es bien grande y muy llana y de árboles muy verdes y muchas aguas y una laguna en medio muy grande, sin ninguna montaña, y toda ella verde, qu'es plazer de mirarla.

Todas las islas propuestas son llanas, arboladas y poseen una laguna. Solo la isla Caicos del Este no tiene laguna.
En la entrada correspondiente al 14 de octubre, Las Casas afirma que Colón hizo un trayecto en barco al lado este de la isla siguiendo un rumbo nornordeste:

Domingo 14 de octubre: En amaneciendo mandó adereçar el batel de la nao y las barcas de las caravelas, y fue al luengo de la isla, en el camino del nornordeste, para ver la otra parte, que era la otra parte de leste, qué avía.

Este trayecto solamente es posible en Cayos Plana, San Salvador/Watling, Concepción, Huevo (Egg) y hasta cierto punto en Cayo Samaná.
En el mismo párrafo Las Casas transcribe la afirmación de Colón de que un arrecife rodeaba toda la isla:

Domingo 14 de octubre:... mas yo tenía de ver una grande restinga de piedras, que cerca toda aquella isla alrededor y entremedias queda hondo, y puerto para quantas naos ay en toda la cristiandad, y la entrada d'ello muy angosta.

Todas las islas propuestas excepto Gato (Cat) tienen arrecife, pero la de San Salvador/Watling no circunda completamente la isla. Por otra parte, el espacio interno en la isla Huevo (Egg) es demasiado pequeño para coincidir con la descripción de Colón («caben todos los barcos de la cristiandad»).